# Disinformation Governance Board
La Commission de gérance de la désinformation (en anglais : Disinformation Governance Board) est un conseil consultatif du département de la Sécurité intérieure des États-Unis (DHS) annoncée le 27 avril 2022 lors d'une audience sur le budget de 2023 et dissous le 24 août 2022.
Son objectif est de protéger la sécurité nationale en luttant contre la désinformation étrangère et ainsi pallier la mésinformation intérieure. Les problèmes spécifiques mentionnés ont été les fausses informations propagées par des passeurs pour encourager les migrants à se rendre à la frontière Mexique–États-Unis ainsi que la désinformation apportée par l'État russe lors des élections et de l'invasion russe de l'Ukraine en 2022,.

## Histoire
La Commission de gestion de la désinformation a été annoncé par le DHS le 27 avril 2022 mais avait commencé à fonctionner deux mois auparavant. Le DHS a pris la décision de former la commission en 2021 après avoir mené des recherches qui recommandaient de former un groupe pour « examiner les questions de confidentialité et de liberté civile du contenu en ligne ». La porte-parole de la Maison-Blanche, Jen Psaki, a déclaré que cette commission est la « poursuite du travail qui a commencé au DHS en 2020 sous l'ancien président Trump ». L'Agence de la cybersécurité et de la sécurité des infrastructures (CISA) s'est déjà attaquée à la propagation de ce qu'elle a qualifié de « mésinformation, désinformation et malinformation ».

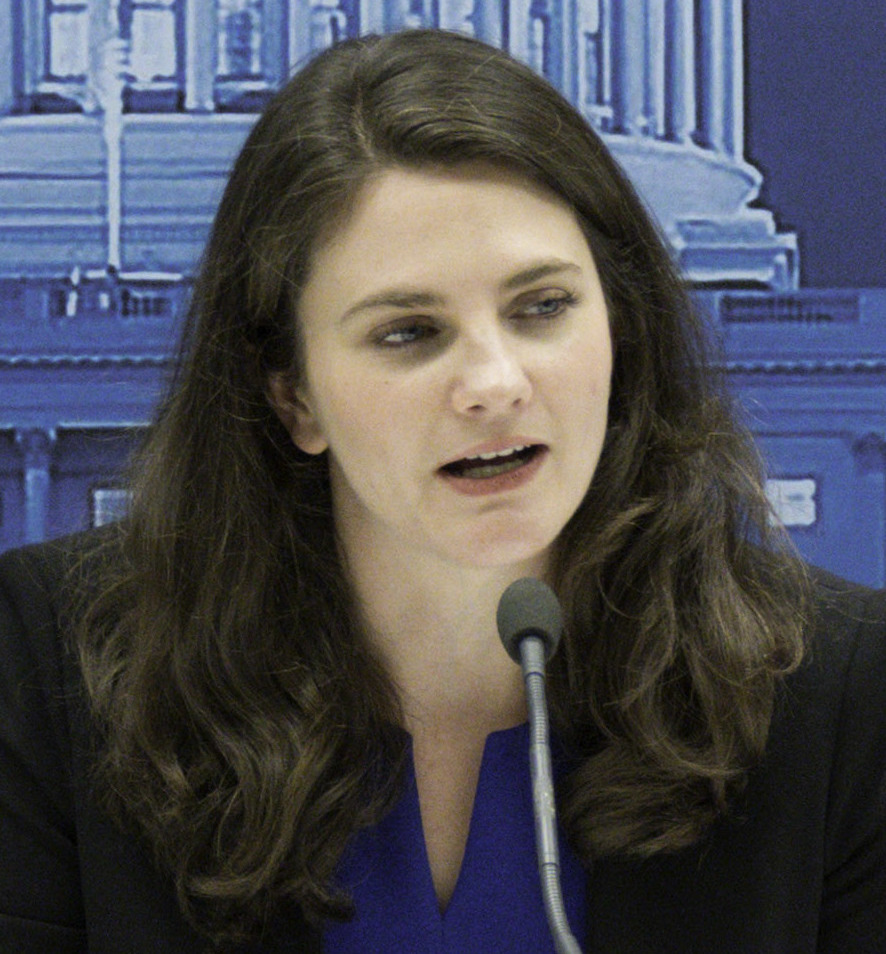
Nina Jankowicz en 2019

Après la formation de la commission, Nina Jankowicz (en) a été nommée directrice exécutive. Elle était auparavant boursière au Wilson Center, avait conseillé le ministère ukrainien des Affaires étrangères dans le cadre de la Fulbright Public Policy Fellowship, avait supervisé les programmes russes et biélorusses à l'Institut national démocratique (NDI) et a écrit les livres How to Lose the Information War: Russia, Fake News, and the Future of Conflict,,. Robert Silvers (en) et Jennifer Daskal (en) ont également été nommés pour occuper des postes de direction au sein du conseil.
Après une série de critiques, le secrétaire du département de la sécurité intérieure, Alejandro Mayorkas, a dissous le conseil le 24 aout 2022 seulement quatre mois après sa création.

## Fonction
Le secrétaire du DHS, Alejandro Mayorkas, a déclaré que la commission n'aurait aucune autorité ou capacité opérationnelle, mais recueillerait les bonnes pratiques à diffuser aux organisations du DHS déjà chargées de se défendre contre les menaces de désinformation et a affirmé que le conseil ne surveillerait pas les citoyens américains. John Cohen, l'ancien chef par intérim de la branche du renseignement du DHS, a déclaré que la commission étudierait les questions politiques, les bonnes pratiques et la recherche universitaire sur la désinformation, puis soumettrait des conseils basés sur cette recherche au secrétaire à la Sécurité intérieure.
Le 2 mai 2022, le DHS a publié une déclaration indiquant que la commission surveillerait la désinformation diffusée par « des États étrangers tels que la Russie, la Chine et l'Iran » et « les organisations criminelles transnationales et les organisations de trafic d'êtres humains » ainsi que la désinformation diffusée lors de catastrophes naturelles, énumérant à titre d'exemple la diffusion d'informations erronées sur la sécurité de l'eau potable lors de l'ouragan Sandy. Le DHS a ajouté que « le département est profondément engagé à faire tout son travail d'une manière qui protège la liberté d'expression, les droits civils, les libertés civiles et la vie privée des Américains »,.

## Réception
Les législateurs républicains et les experts ont critiqué la commission après sa formation, certains appelant à sa dissolution. Le sénateur Josh Hawley a estimé que « la Sécurité intérieure a décidé de faire de la surveillance des discours des Américains sa priorité absolue ». Certains critiques, dont le gouverneur de Floride Ron DeSantis et l'ancien représentant démocrate d'Hawaï Tulsi Gabbard, ont comparé le conseil d'administration au ministère de la Vérité, un ministère fictif du roman dystopique 1984 de George Orwell,.
La nomination de Jankowicz à la commission a été critiquée par les républicains, notamment pour son soutien passé aux démocrates et son scepticisme quant à la provenance de l'ordinateur portable de Hunter Biden, Jankowicz ayant déclaré que « nous devrions considérer [l'ordinateur portable] comme un produit de la campagne Trump ». Le  Washington Examiner a critiqué Jankowicz en raison de ses éloges envers Christopher Steele sur ses opinions sur la désinformation lors d'un podcast d'août 2020.
Écrivant pour le National Review, Jim Geraghty (en) a noté le potentiel de la commission à dissiper les informations diffusées par les passeurs à la frontière sud, ainsi qu'à surveiller les messages des groupes terroristes et extrémistes. Mais il s'est opposé à la nomination de Jankowicz,. Lors d'une conférence de presse, Jen Psaki a défendu la nomination de Jankowicz à la commission en déclarant que Jankowicz est « un expert de la désinformation en ligne... c'est une personne avec de grandes compétences ».
Le secrétaire du DHS, Alejandro Mayorkas, a reconnu plus tard que son département aurait pu mieux communiquer l'objectif de la nouvelle commission mais a affirmé que les critiques républicaines étaient « exactement le contraire » de ce qu'il ferait. Il a déclaré que la commission n'aurait aucune autorité ou capacité opérationnelle et ne surveillerait pas les citoyens américains.